# Kennesaw
Kennesaw ist eine City im Cobb County im US-Bundesstaat Georgia mit 33.036 Einwohnern (Stand: Volkszählung 2020).

## Geographie
Kennesaw liegt nordwestlich im Cobb County. Die Nachbarorte sind Acworth,  Marietta und Woodstock. Die nächste größere Stadt, Marietta, befindet sich etwa 12 Kilometer südöstlich, die Hauptstadt Georgias, Atlanta, etwa 38 Kilometer südöstlich. Das Stadtgebiet erstreckt sich über eine Fläche von 22 km².

## Geschichte
Der Name der Stadt wird auf den Ausdruck Gah-nee-sah zurückgeführt, was in der Sprache der Cherokee „Friedhof“ oder „Gräberfeld“ bedeutet. Die Kernsiedlung war zeitweilig auch als Big Shanty bekannt. In den 1930er Jahren befand sich an Stelle der heutigen Stadt ein Camp für Eisenbahnarbeiter. 1864 war die Umgebung der Stadt Schauplatz der Schlacht von Kennesaw Mountain, in der General Joseph E. Johnston einen  Sieg für die Konföderation errang.
Am 1. Mai 1982 wurde eine Stadtverordnung beschlossen, die für jeden Haushalt mindestens eine Schusswaffe nebst Munition vorschreibt. Das Ignorieren der Verordnung steht dabei nicht unter Strafe.

## Demographische Daten
Laut der Volkszählung von 2010 verteilten sich die damaligen 29.783 Einwohner auf 11.413 bewohnte Haushalte, was einen Schnitt von 2,59 Personen pro Haushalt ergibt. Insgesamt bestehen 12.328 Haushalte.
64,6 % der Haushalte waren Familienhaushalte (bestehend aus verheirateten Paaren mit oder ohne Nachkommen bzw. einem Elternteil mit Nachkomme) mit einer durchschnittlichen Größe von 3,19 Personen. In 38,1 % aller Haushalte lebten Kinder unter 18 Jahren sowie in 14,6 % aller Haushalte Personen mit mindestens 65 Jahren.
29,6 % der Bevölkerung waren jünger als 20 Jahre, 33,1 % waren 20 bis 39 Jahre alt, 26,3 % waren 40 bis 59 Jahre alt und 11,1 % waren älter als 60. Das mittlere Alter betrug 32 Jahre. 47,3 % der Bevölkerung waren männlich und 52,7 % weiblich.
64,2 % der Bevölkerung bezeichneten sich als Weiße, 22,3 % als Afroamerikaner, 0,4 % als Indianer und 5,3 % als Asian Americans. 4,7 % gaben die Angehörigkeit zu einer anderen Ethnie und 3 % zu mehreren Ethnien an. 10,8 % der Bevölkerung bestand aus Hispanics oder Latinos.
Das durchschnittliche Jahreseinkommen pro Haushalt lag bei 63.756 USD, dabei lebten 9,6 % der Bevölkerung unter der Armutsgrenze.

## Kultur und Sehenswürdigkeiten
Folgende Objekte sind im National Register of Historic Places gelistet:
| - Big Shanty Village Historic District - Butler, Hiram, House - Camp McDonald - Cherokee Street Historic District | - General, The - Gibson, John S., Farmhouse - North Main Street Historic District - Summers Street Historic District |

### Museen
Das Southern Museum of Civil War and Locomotive History enthält eine Sammlung von Artefakten, die im Zusammenhang mit dem Bürgerkrieg und mit der Geschichte der Eisenbahn in und um Georgia stehen. Berühmtestes Ausstellungsstück ist die Lokomotive „The General“, die 1862 beim Andrews-Überfall von einer Gruppe Unionssoldaten entführt wurde.
The Depot, ein im Jahr 1908 errichtetes Gebäude in der Nähe des Southern Museums war ursprünglich ein Bahnhof. Zwischen 1998 und 2007 wurde das Depot von der Stadt aufwändig restauriert und beherbergt heute eine Ausstellung mit Artefakten und Fotografien im Zusammenhang mit der Geschichte von Kennesaw.

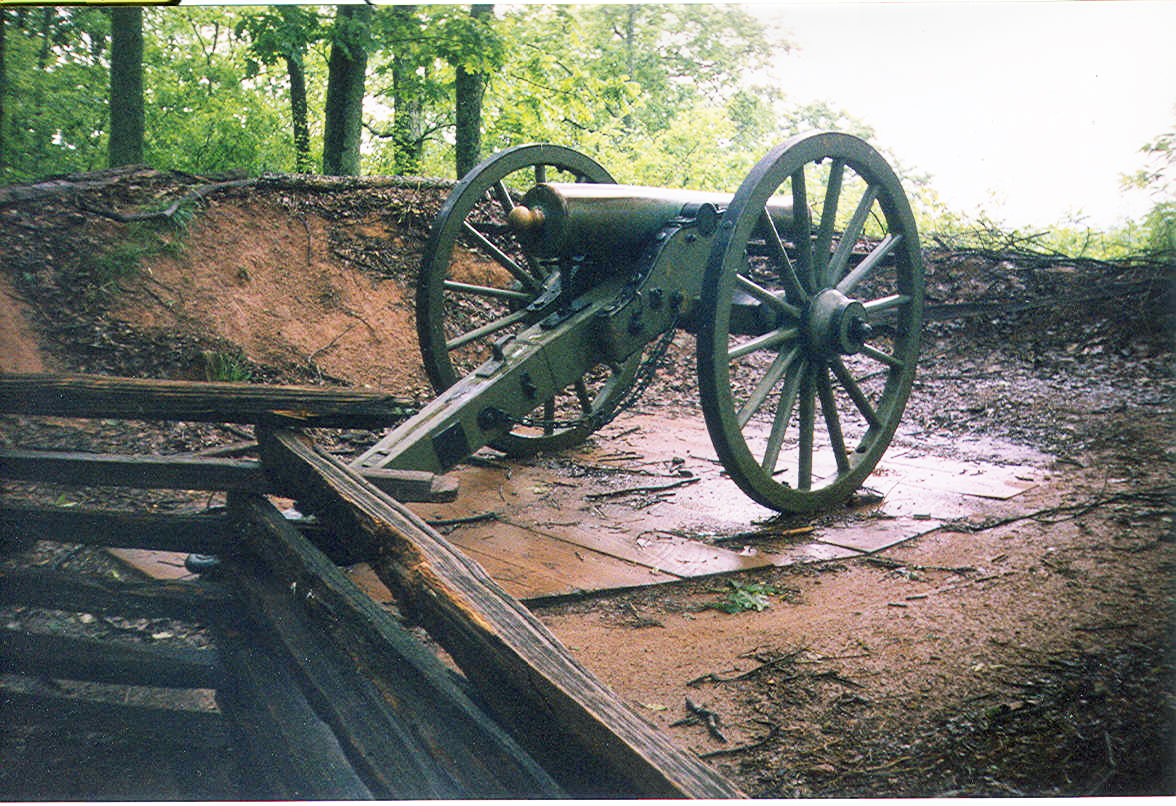
Kanone aus der Bürgerkriegszeit im National Battlefield Park

### National Battlefield Park
Der Kennesaw Mountain National Battlefield Park zwischen Kennesaw und Marietta, der zum Andenken an eine der schwersten Schlachten des Atlanta-Feldzuges errichtet wurde, ist im National Register of Historic Places verzeichnet. Der Park beinhaltet unter anderem eine Gedenkstätte für die gefallenen Soldaten sowie restaurierte Stellungen beider Armeen mit original Waffen und Ausrüstungsgegenständen. Das Gelände hat eine Ausdehnung von 11,69 km² und wird vom National Park Service (NPS) verwaltet.

### Big Shanty Festival
Das jährliche Big Shanty Festival ist eine der größten Kunstgewerbe- und Kunsthandwerksausstellungen Georgias. Traditionell wird das Festival mit einer Parade in historischen Uniformen aus der Bürgerkriegszeit eröffnet. Im Jahr 2007 wurde die von der Kennesaw Business Association organisierte Veranstaltung von etwa 55.000 Personen besucht.

## Bildung

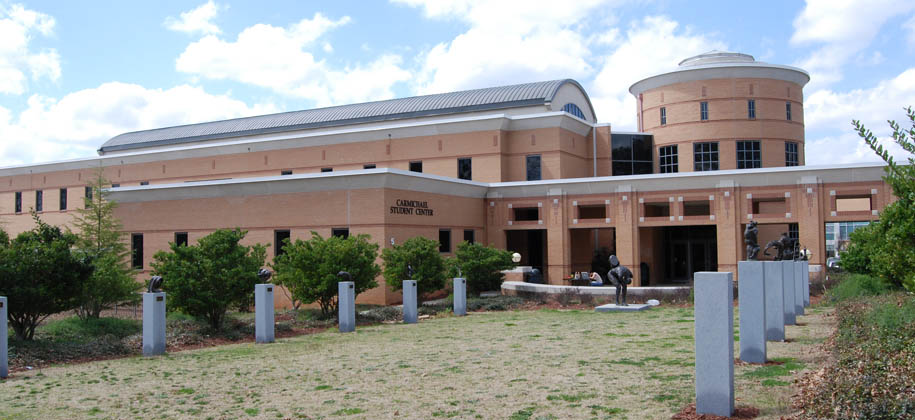
StudentCenter auf dem Kennesaw State University Campus

Kennesaw verfügt über eine staatliche Universität, die Kennesaw State University und
ein College für Kosmetologie, das Cobb Beauty College. Außerdem befinden sich vier öffentliche und drei private High Schools in der Stadt.

## Wirtschaft
Der deutsche Maschinenbauer Heidelberger Druckmaschinen hat in Kennesaw seine USA-Vertretung. Eine weitere deutsche Firma ist der schwäbische Prüfmaschinenhersteller ZwickRoell, die 2022 in Kennesaw expandiert.

## Kriminalität
Die Kriminalitätsrate ist im nationalen Vergleich nach den offiziell ausgegebenen Zahlen des Polizeiberichts unterdurchschnittlich.

## Söhne und Töchter der Stadt
- Sean O’Pry (* 1989), Model
- Hunter Reese (* 1993), Tennisspieler
- Jane Campbell (* 1995), Fußballspielerin
- Justin Fields (* 1999), Footballspieler